# كرمبة
كربة (اشتاينبرغ) (بالألمانية: Krempe) هي بلدة ألمانية تقع في ألمانيا في شليسفيغ هولشتاين.  يقدر عدد سكانها بـ 2,447 نسمة .

## المدن التوأمة
مدن Gramzow، Sankt Martin im Sulmtal و Rychliki هي مدن توأمة لـكربة (اشتاينبرغ).